# Lac Katí
 (signalé en mai 2025).
Si vous disposez d'ouvrages ou d'articles de référence ou si vous connaissez des sites web de qualité traitant du thème abordé ici, merci de compléter l'article en donnant les références utiles à sa vérifiabilité et en les liant à la section « Notes et références ».
- Archive Wikiwix
- Bing
- Cairn
- DuckDuckGo
- E. Universalis
- Gallica
- Google
- G. Books
- G. News
- G. Scholar
- Persée
- Qwant
- (zh) Baidu
- (ru) Yandex
- (wd) trouver des œuvres sur Wikidata

Le lac Katí, en grec moderne : Λίμνη Κατή  ou lac de  Katí  (Λίμνη του Κατή) est un lac de barrage de montagne situé au mont Olympe oriental, en Macédoine-Centrale, Grèce. Sa surface est d'environ 9,5 ha, mais il est rarement rempli. Il a été créé en 1997 après l'élévation d'une digue et la construction d'un simple barrage en béton. Une route forestière part du bord du lac et se dirige vers le sud en direction de Kallipéfki, distante de 12 km. Le lac est situé à 52 km de Kateríni.